# Belastungsstudie
Eine Belastungsstudie (auch Belastungsexperiment oder Belastungsversuch, englisch challenge experiment) bezeichnet in der Immunologie eine Impfung mit anschließender Infektion, um die Belastbarkeit eines Impfschutzes zu untersuchen.

## Eigenschaften
Eine Belastungsstudie besteht aus einer Impfung mit nachfolgender gezielter Infektion zur Überprüfung der Immunität und des Schutzes vor Infektion und Erkrankung. Bei einer Belastungsstudie wird geimpft und der Geimpfte einige Zeit später infiziert. Die Infektion wird als Belastung des Impfschutzes bezeichnet. Die Belastung erfolgt oftmals mehr als vier Wochen nach der letzten Impfung, um eine ausreichende adaptive Immunantwort zu gewährleisten. Dabei werden Versuchsgruppen mit steigender Dosis an Pathogenen infiziert. Die Infektionsroute wird analog zur natürlichen Infektion gehalten. Belastungsstudien sind typische Bestandteile präklinischer Studien bei der Erforschung von Prophylaxen gegen Infektionskrankheiten, wie beispielsweise bei der Impfstoffentwicklung.

## Belastungsstudien am Menschen
Belastungsstudien wurden bei verschiedenen anderen Infektionskrankheiten am Menschen durchgeführt wie Grippe, Typhus, Streptokokken, Cholera und Malaria.
Im Verlauf der COVID-19-Pandemie wurde vorgeschlagen, die Dauer der Arzneimittelzulassung durch Belastungsstudien zu verkürzen. Während Belastungsstudien am Menschen ethisch problematisch sind und deren ethische Aspekte im Allgemeinen wenig erforscht sind, könnte die Anzahl der COVID-19-Toten dadurch weltweit reduziert werden. Daher wurden in Bezug auf SARS-CoV-2 ethische Richtlinien für Belastungsstudien am Menschen entwickelt. Durch Belastungsstudien können die üblicherweise über mehrere Jahre laufenden klinischen Studien der Phasen II und III auf wenige Monate verkürzt werden. Nach einem ersten Nachweis der Arzneimittelsicherheit und -wirksamkeit eines Impfstoffkandidaten im Tierversuch und anschließend in gesunden Menschen (< 100 Menschen) können Belastungsstudien eingesetzt werden, um eine klinische Studie der Phase III zu überspringen. Belastungsstudien an Menschen beinhalten die Impfung und spätere Infektion von zuvor nicht infizierten, risikoarmen Freiwilligen im Vergleich zu einer mit Placebo-geimpften vergleichbar zusammengesetzten Gruppe als Negativkontrolle. Anschließend erfolgt bei Bedarf eine Überwachung der Patienten in Kliniken, die SARS-CoV-2-Medikamente zur Behandlung bereithalten.